# Pietro il Venerabile
Pietro il Venerabile (Alvernia, 1092 – Cluny, 25 dicembre 1156) al secolo Pierre de Montboissier, fu il nono abate dell'abbazia benedettina di Cluny ed è venerato come beato dalla Chiesa cattolica.

## Biografia
Grande viaggiatore, svolse un importante ruolo diplomatico soprattutto con l'elezione al papato, nel 1130, di Innocenzo II, che riconobbe contro l'antipapa Anacleto II. Dopo una permanenza in Spagna, Pietro fece tradurre in latino il Corano; combatté le dottrine islamiche e quelle israelite.
Considerato l'ultimo dei grandi abati di Cluny, era succeduto nel 1122 a Pons de Melgueil, abate scismatico deposto da papa Callisto II, e combatté le dottrine di Pietro di Bruys con la sua Epistola adversus petrobrusianos.
Riformò l'abbazia di Cluny, oppressa da difficoltà finanziarie. La riforma del dominio signorile è per lui infatti necessaria per assicurare un tenore di vita dignitoso ai monaci: tale è lo scopo della Dispositio rei familiaris. Anche gli inventari indicati nella Constitutio expense cluniaci costituiscono una fonte preziosa per gli storici, attestando i redditi, le semenze, le tecniche agricole utilizzate: notevole, in quest'opera, fu la parte essenziale svolta dal vescovo di Winchester, Enrico di Blois.
Pietro il Venerabile ebbe anche un ruolo determinante nella contesa tra Pietro Abelardo e Bernardo di Clairvaux a seguito della scomunica del primo da parte del concilio di Sens, convocato su richiesta di Bernardo per condannare la teologia abelardiana, soprattutto in materia trinitaria, accogliendo Abelardo, che era in viaggio per Roma per fare appello a papa Innocenzo II, nell'abbazia di Cluny.
In seguito, mediante l'intercessione di Pietro il Venerabile, Bernardo e Abelardo si riconciliarono e anche la scomunica fu sospesa. Pietro inviò così un riconciliato ed anziano Abelardo in una priorìa di Cluny, Chalon-sur-Saône dove egli trascorse gli ultimi anni della sua vita.
Fu lo stesso Pietro il Venerabile ad accompagnare il corpo di Abelardo verso la sua sepoltura, incontro ad Eloisa che ne custodì le spoglie nella sua Abbazia del Paraclito presso Troyes.

## Clairvaux e Cluny
La contesa tra Bernardo, sostenitore intransigente della vita frugale e austera di Clairvaux rispetto a quella facile e lussuosa della grande abbazia di Cluny, contesa nata da precisi motivi organizzativi che investivano la sfera parentale dello stesso abate Bernardo, trovò in Pietro un degno antagonista. «Pietro conciliante, moderato, dolce, rispettoso e tradizionalista, quanto Bernardo era violento, provocatorio, ardente, intransigente e rivoluzionario». In seguito così come Pietro riconobbe la verità delle critiche di Bernardo, Bernardo a sua volte riconobbe la buona fede e le virtù di Pietro, a tal punto che «il titolo di venerabile (...) si presenta per la prima volta in una lettera di Bernardo».

## La prima traduzione occidentale del Corano
Pietro il Venerabile è anche famoso per aver iniziato, sia pur in maniera parziale, uno studio un po' più informato sull'Islam, ai tempi conosciuto in Occidente solo come invasore barbarico ed eretico, ordinando che fossero tradotte in latino molte opere arabe (tra cui anche il Corano, che rimase il testo di riferimento fino alla traduzione latina di Bibliander), ritrovate nella biblioteca dell'Abbazia.  Il primo a inviare in Spagna un gruppo di traduttori fu proprio Pietro il Venerabile, in quanto riteneva più utile combattere i musulmani sul terreno intellettuale prima che su quello militare. Fu per questo che commissionò la famosa traduzione del Corano. Il traduttore, Roberto di Ketton vi aggiunse una forte confutazione della dottrina islamica nota come Lex Mahumet pseudoprophete.
È probabilmente leggendo queste opere che Abelardo trovò l'ispirazione per il personaggio del filosofo nella sua ultima opera Dialogo tra un filosofo, un giudeo e un cristiano, scritta proprio a Chalon-sur-Saône, in cui il filosofo è descritto come circonciso e figlio di Ismaele (quindi musulmano).
Pietro il Venerabile fu anche l'autore de Il libro delle Meraviglie e di un ricco epistolario, particolarmente importante per la riflessione sull'amicizia.

## Culto
Pietro il Venerabile è popolarmente considerato santo, anche se non è mai stato ufficialmente canonizzato; è stato confermato come beato nel 1862 da papa Pio IX, e la sua memoria liturgica cade il 25 dicembre.